# Aleksandr Vasil'evič Galickij
Aleksandr Vasil'evič Galickij, scritto anche Alexander Galitskij (in russo Александр Васильевич Галицкий?; Kirov, 21 febbraio 1863 – Saratov, 18 novembre 1921), è stato un compositore di scacchi russo.
È considerato uno dei più geniali compositori di problemi russi. Cominciò a partecipare ai concorsi all'età di 23 anni e acquistò presto fama per la chiarezza delle idee tematiche e l'economia delle posizioni. Nel corso della sua carriera compose oltre 1.500 problemi, dei quali circa 900 pubblicati. Si dedicò principalmente ai problemi in tre o più mosse, ma compose anche diversi due mosse. Ottenne una trentina di premi in concorsi internazionali, tra cui 10 primi premi.
Collaborò anche a riviste italiane. Per la Rivista Scacchistica Italiana tradusse una serie di articoli apparsi su riviste russe dal 1901 al 1903, dal titolo « L'idea nella composizione dei problemi ».
Di professione era un medico.

## Problemi di esempio
Il problema del diagramma a sinistra vinse il primo premio in un concorso della rivista russa « Schachmatnyi Zhurnal » del 1900.
Il problema al centro è una composizione di matto in tre mosse con una soluzione piuttosto difficile.
Il problema a destra è una "miniatura", cioè un problema con al massimo sette pezzi, compresi i re e i pedoni. 
|   | a | b | c | d | e | f | g | h |   |
| 8 | c6 alfiere del bianco · d6 donna del bianco · e6 cavallo del nero · h5 pedone del nero · c4 cavallo del bianco · e4 torre del bianco · g4 pedone del bianco · h4 pedone del bianco · f3 re del nero · c2 alfiere del nero · b1 cavallo del nero · g1 re del bianco | c6 alfiere del bianco · d6 donna del bianco · e6 cavallo del nero · h5 pedone del nero · c4 cavallo del bianco · e4 torre del bianco · g4 pedone del bianco · h4 pedone del bianco · f3 re del nero · c2 alfiere del nero · b1 cavallo del nero · g1 re del bianco | c6 alfiere del bianco · d6 donna del bianco · e6 cavallo del nero · h5 pedone del nero · c4 cavallo del bianco · e4 torre del bianco · g4 pedone del bianco · h4 pedone del bianco · f3 re del nero · c2 alfiere del nero · b1 cavallo del nero · g1 re del bianco | c6 alfiere del bianco · d6 donna del bianco · e6 cavallo del nero · h5 pedone del nero · c4 cavallo del bianco · e4 torre del bianco · g4 pedone del bianco · h4 pedone del bianco · f3 re del nero · c2 alfiere del nero · b1 cavallo del nero · g1 re del bianco | c6 alfiere del bianco · d6 donna del bianco · e6 cavallo del nero · h5 pedone del nero · c4 cavallo del bianco · e4 torre del bianco · g4 pedone del bianco · h4 pedone del bianco · f3 re del nero · c2 alfiere del nero · b1 cavallo del nero · g1 re del bianco | c6 alfiere del bianco · d6 donna del bianco · e6 cavallo del nero · h5 pedone del nero · c4 cavallo del bianco · e4 torre del bianco · g4 pedone del bianco · h4 pedone del bianco · f3 re del nero · c2 alfiere del nero · b1 cavallo del nero · g1 re del bianco | c6 alfiere del bianco · d6 donna del bianco · e6 cavallo del nero · h5 pedone del nero · c4 cavallo del bianco · e4 torre del bianco · g4 pedone del bianco · h4 pedone del bianco · f3 re del nero · c2 alfiere del nero · b1 cavallo del nero · g1 re del bianco | c6 alfiere del bianco · d6 donna del bianco · e6 cavallo del nero · h5 pedone del nero · c4 cavallo del bianco · e4 torre del bianco · g4 pedone del bianco · h4 pedone del bianco · f3 re del nero · c2 alfiere del nero · b1 cavallo del nero · g1 re del bianco | 8 |
| 7 | c6 alfiere del bianco · d6 donna del bianco · e6 cavallo del nero · h5 pedone del nero · c4 cavallo del bianco · e4 torre del bianco · g4 pedone del bianco · h4 pedone del bianco · f3 re del nero · c2 alfiere del nero · b1 cavallo del nero · g1 re del bianco | c6 alfiere del bianco · d6 donna del bianco · e6 cavallo del nero · h5 pedone del nero · c4 cavallo del bianco · e4 torre del bianco · g4 pedone del bianco · h4 pedone del bianco · f3 re del nero · c2 alfiere del nero · b1 cavallo del nero · g1 re del bianco | c6 alfiere del bianco · d6 donna del bianco · e6 cavallo del nero · h5 pedone del nero · c4 cavallo del bianco · e4 torre del bianco · g4 pedone del bianco · h4 pedone del bianco · f3 re del nero · c2 alfiere del nero · b1 cavallo del nero · g1 re del bianco | c6 alfiere del bianco · d6 donna del bianco · e6 cavallo del nero · h5 pedone del nero · c4 cavallo del bianco · e4 torre del bianco · g4 pedone del bianco · h4 pedone del bianco · f3 re del nero · c2 alfiere del nero · b1 cavallo del nero · g1 re del bianco | c6 alfiere del bianco · d6 donna del bianco · e6 cavallo del nero · h5 pedone del nero · c4 cavallo del bianco · e4 torre del bianco · g4 pedone del bianco · h4 pedone del bianco · f3 re del nero · c2 alfiere del nero · b1 cavallo del nero · g1 re del bianco | c6 alfiere del bianco · d6 donna del bianco · e6 cavallo del nero · h5 pedone del nero · c4 cavallo del bianco · e4 torre del bianco · g4 pedone del bianco · h4 pedone del bianco · f3 re del nero · c2 alfiere del nero · b1 cavallo del nero · g1 re del bianco | c6 alfiere del bianco · d6 donna del bianco · e6 cavallo del nero · h5 pedone del nero · c4 cavallo del bianco · e4 torre del bianco · g4 pedone del bianco · h4 pedone del bianco · f3 re del nero · c2 alfiere del nero · b1 cavallo del nero · g1 re del bianco | c6 alfiere del bianco · d6 donna del bianco · e6 cavallo del nero · h5 pedone del nero · c4 cavallo del bianco · e4 torre del bianco · g4 pedone del bianco · h4 pedone del bianco · f3 re del nero · c2 alfiere del nero · b1 cavallo del nero · g1 re del bianco | 7 |
| 6 | c6 alfiere del bianco · d6 donna del bianco · e6 cavallo del nero · h5 pedone del nero · c4 cavallo del bianco · e4 torre del bianco · g4 pedone del bianco · h4 pedone del bianco · f3 re del nero · c2 alfiere del nero · b1 cavallo del nero · g1 re del bianco | c6 alfiere del bianco · d6 donna del bianco · e6 cavallo del nero · h5 pedone del nero · c4 cavallo del bianco · e4 torre del bianco · g4 pedone del bianco · h4 pedone del bianco · f3 re del nero · c2 alfiere del nero · b1 cavallo del nero · g1 re del bianco | c6 alfiere del bianco · d6 donna del bianco · e6 cavallo del nero · h5 pedone del nero · c4 cavallo del bianco · e4 torre del bianco · g4 pedone del bianco · h4 pedone del bianco · f3 re del nero · c2 alfiere del nero · b1 cavallo del nero · g1 re del bianco | c6 alfiere del bianco · d6 donna del bianco · e6 cavallo del nero · h5 pedone del nero · c4 cavallo del bianco · e4 torre del bianco · g4 pedone del bianco · h4 pedone del bianco · f3 re del nero · c2 alfiere del nero · b1 cavallo del nero · g1 re del bianco | c6 alfiere del bianco · d6 donna del bianco · e6 cavallo del nero · h5 pedone del nero · c4 cavallo del bianco · e4 torre del bianco · g4 pedone del bianco · h4 pedone del bianco · f3 re del nero · c2 alfiere del nero · b1 cavallo del nero · g1 re del bianco | c6 alfiere del bianco · d6 donna del bianco · e6 cavallo del nero · h5 pedone del nero · c4 cavallo del bianco · e4 torre del bianco · g4 pedone del bianco · h4 pedone del bianco · f3 re del nero · c2 alfiere del nero · b1 cavallo del nero · g1 re del bianco | c6 alfiere del bianco · d6 donna del bianco · e6 cavallo del nero · h5 pedone del nero · c4 cavallo del bianco · e4 torre del bianco · g4 pedone del bianco · h4 pedone del bianco · f3 re del nero · c2 alfiere del nero · b1 cavallo del nero · g1 re del bianco | c6 alfiere del bianco · d6 donna del bianco · e6 cavallo del nero · h5 pedone del nero · c4 cavallo del bianco · e4 torre del bianco · g4 pedone del bianco · h4 pedone del bianco · f3 re del nero · c2 alfiere del nero · b1 cavallo del nero · g1 re del bianco | 6 |
| 5 | c6 alfiere del bianco · d6 donna del bianco · e6 cavallo del nero · h5 pedone del nero · c4 cavallo del bianco · e4 torre del bianco · g4 pedone del bianco · h4 pedone del bianco · f3 re del nero · c2 alfiere del nero · b1 cavallo del nero · g1 re del bianco | c6 alfiere del bianco · d6 donna del bianco · e6 cavallo del nero · h5 pedone del nero · c4 cavallo del bianco · e4 torre del bianco · g4 pedone del bianco · h4 pedone del bianco · f3 re del nero · c2 alfiere del nero · b1 cavallo del nero · g1 re del bianco | c6 alfiere del bianco · d6 donna del bianco · e6 cavallo del nero · h5 pedone del nero · c4 cavallo del bianco · e4 torre del bianco · g4 pedone del bianco · h4 pedone del bianco · f3 re del nero · c2 alfiere del nero · b1 cavallo del nero · g1 re del bianco | c6 alfiere del bianco · d6 donna del bianco · e6 cavallo del nero · h5 pedone del nero · c4 cavallo del bianco · e4 torre del bianco · g4 pedone del bianco · h4 pedone del bianco · f3 re del nero · c2 alfiere del nero · b1 cavallo del nero · g1 re del bianco | c6 alfiere del bianco · d6 donna del bianco · e6 cavallo del nero · h5 pedone del nero · c4 cavallo del bianco · e4 torre del bianco · g4 pedone del bianco · h4 pedone del bianco · f3 re del nero · c2 alfiere del nero · b1 cavallo del nero · g1 re del bianco | c6 alfiere del bianco · d6 donna del bianco · e6 cavallo del nero · h5 pedone del nero · c4 cavallo del bianco · e4 torre del bianco · g4 pedone del bianco · h4 pedone del bianco · f3 re del nero · c2 alfiere del nero · b1 cavallo del nero · g1 re del bianco | c6 alfiere del bianco · d6 donna del bianco · e6 cavallo del nero · h5 pedone del nero · c4 cavallo del bianco · e4 torre del bianco · g4 pedone del bianco · h4 pedone del bianco · f3 re del nero · c2 alfiere del nero · b1 cavallo del nero · g1 re del bianco | c6 alfiere del bianco · d6 donna del bianco · e6 cavallo del nero · h5 pedone del nero · c4 cavallo del bianco · e4 torre del bianco · g4 pedone del bianco · h4 pedone del bianco · f3 re del nero · c2 alfiere del nero · b1 cavallo del nero · g1 re del bianco | 5 |
| 4 | c6 alfiere del bianco · d6 donna del bianco · e6 cavallo del nero · h5 pedone del nero · c4 cavallo del bianco · e4 torre del bianco · g4 pedone del bianco · h4 pedone del bianco · f3 re del nero · c2 alfiere del nero · b1 cavallo del nero · g1 re del bianco | c6 alfiere del bianco · d6 donna del bianco · e6 cavallo del nero · h5 pedone del nero · c4 cavallo del bianco · e4 torre del bianco · g4 pedone del bianco · h4 pedone del bianco · f3 re del nero · c2 alfiere del nero · b1 cavallo del nero · g1 re del bianco | c6 alfiere del bianco · d6 donna del bianco · e6 cavallo del nero · h5 pedone del nero · c4 cavallo del bianco · e4 torre del bianco · g4 pedone del bianco · h4 pedone del bianco · f3 re del nero · c2 alfiere del nero · b1 cavallo del nero · g1 re del bianco | c6 alfiere del bianco · d6 donna del bianco · e6 cavallo del nero · h5 pedone del nero · c4 cavallo del bianco · e4 torre del bianco · g4 pedone del bianco · h4 pedone del bianco · f3 re del nero · c2 alfiere del nero · b1 cavallo del nero · g1 re del bianco | c6 alfiere del bianco · d6 donna del bianco · e6 cavallo del nero · h5 pedone del nero · c4 cavallo del bianco · e4 torre del bianco · g4 pedone del bianco · h4 pedone del bianco · f3 re del nero · c2 alfiere del nero · b1 cavallo del nero · g1 re del bianco | c6 alfiere del bianco · d6 donna del bianco · e6 cavallo del nero · h5 pedone del nero · c4 cavallo del bianco · e4 torre del bianco · g4 pedone del bianco · h4 pedone del bianco · f3 re del nero · c2 alfiere del nero · b1 cavallo del nero · g1 re del bianco | c6 alfiere del bianco · d6 donna del bianco · e6 cavallo del nero · h5 pedone del nero · c4 cavallo del bianco · e4 torre del bianco · g4 pedone del bianco · h4 pedone del bianco · f3 re del nero · c2 alfiere del nero · b1 cavallo del nero · g1 re del bianco | c6 alfiere del bianco · d6 donna del bianco · e6 cavallo del nero · h5 pedone del nero · c4 cavallo del bianco · e4 torre del bianco · g4 pedone del bianco · h4 pedone del bianco · f3 re del nero · c2 alfiere del nero · b1 cavallo del nero · g1 re del bianco | 4 |
| 3 | c6 alfiere del bianco · d6 donna del bianco · e6 cavallo del nero · h5 pedone del nero · c4 cavallo del bianco · e4 torre del bianco · g4 pedone del bianco · h4 pedone del bianco · f3 re del nero · c2 alfiere del nero · b1 cavallo del nero · g1 re del bianco | c6 alfiere del bianco · d6 donna del bianco · e6 cavallo del nero · h5 pedone del nero · c4 cavallo del bianco · e4 torre del bianco · g4 pedone del bianco · h4 pedone del bianco · f3 re del nero · c2 alfiere del nero · b1 cavallo del nero · g1 re del bianco | c6 alfiere del bianco · d6 donna del bianco · e6 cavallo del nero · h5 pedone del nero · c4 cavallo del bianco · e4 torre del bianco · g4 pedone del bianco · h4 pedone del bianco · f3 re del nero · c2 alfiere del nero · b1 cavallo del nero · g1 re del bianco | c6 alfiere del bianco · d6 donna del bianco · e6 cavallo del nero · h5 pedone del nero · c4 cavallo del bianco · e4 torre del bianco · g4 pedone del bianco · h4 pedone del bianco · f3 re del nero · c2 alfiere del nero · b1 cavallo del nero · g1 re del bianco | c6 alfiere del bianco · d6 donna del bianco · e6 cavallo del nero · h5 pedone del nero · c4 cavallo del bianco · e4 torre del bianco · g4 pedone del bianco · h4 pedone del bianco · f3 re del nero · c2 alfiere del nero · b1 cavallo del nero · g1 re del bianco | c6 alfiere del bianco · d6 donna del bianco · e6 cavallo del nero · h5 pedone del nero · c4 cavallo del bianco · e4 torre del bianco · g4 pedone del bianco · h4 pedone del bianco · f3 re del nero · c2 alfiere del nero · b1 cavallo del nero · g1 re del bianco | c6 alfiere del bianco · d6 donna del bianco · e6 cavallo del nero · h5 pedone del nero · c4 cavallo del bianco · e4 torre del bianco · g4 pedone del bianco · h4 pedone del bianco · f3 re del nero · c2 alfiere del nero · b1 cavallo del nero · g1 re del bianco | c6 alfiere del bianco · d6 donna del bianco · e6 cavallo del nero · h5 pedone del nero · c4 cavallo del bianco · e4 torre del bianco · g4 pedone del bianco · h4 pedone del bianco · f3 re del nero · c2 alfiere del nero · b1 cavallo del nero · g1 re del bianco | 3 |
| 2 | c6 alfiere del bianco · d6 donna del bianco · e6 cavallo del nero · h5 pedone del nero · c4 cavallo del bianco · e4 torre del bianco · g4 pedone del bianco · h4 pedone del bianco · f3 re del nero · c2 alfiere del nero · b1 cavallo del nero · g1 re del bianco | c6 alfiere del bianco · d6 donna del bianco · e6 cavallo del nero · h5 pedone del nero · c4 cavallo del bianco · e4 torre del bianco · g4 pedone del bianco · h4 pedone del bianco · f3 re del nero · c2 alfiere del nero · b1 cavallo del nero · g1 re del bianco | c6 alfiere del bianco · d6 donna del bianco · e6 cavallo del nero · h5 pedone del nero · c4 cavallo del bianco · e4 torre del bianco · g4 pedone del bianco · h4 pedone del bianco · f3 re del nero · c2 alfiere del nero · b1 cavallo del nero · g1 re del bianco | c6 alfiere del bianco · d6 donna del bianco · e6 cavallo del nero · h5 pedone del nero · c4 cavallo del bianco · e4 torre del bianco · g4 pedone del bianco · h4 pedone del bianco · f3 re del nero · c2 alfiere del nero · b1 cavallo del nero · g1 re del bianco | c6 alfiere del bianco · d6 donna del bianco · e6 cavallo del nero · h5 pedone del nero · c4 cavallo del bianco · e4 torre del bianco · g4 pedone del bianco · h4 pedone del bianco · f3 re del nero · c2 alfiere del nero · b1 cavallo del nero · g1 re del bianco | c6 alfiere del bianco · d6 donna del bianco · e6 cavallo del nero · h5 pedone del nero · c4 cavallo del bianco · e4 torre del bianco · g4 pedone del bianco · h4 pedone del bianco · f3 re del nero · c2 alfiere del nero · b1 cavallo del nero · g1 re del bianco | c6 alfiere del bianco · d6 donna del bianco · e6 cavallo del nero · h5 pedone del nero · c4 cavallo del bianco · e4 torre del bianco · g4 pedone del bianco · h4 pedone del bianco · f3 re del nero · c2 alfiere del nero · b1 cavallo del nero · g1 re del bianco | c6 alfiere del bianco · d6 donna del bianco · e6 cavallo del nero · h5 pedone del nero · c4 cavallo del bianco · e4 torre del bianco · g4 pedone del bianco · h4 pedone del bianco · f3 re del nero · c2 alfiere del nero · b1 cavallo del nero · g1 re del bianco | 2 |
| 1 | c6 alfiere del bianco · d6 donna del bianco · e6 cavallo del nero · h5 pedone del nero · c4 cavallo del bianco · e4 torre del bianco · g4 pedone del bianco · h4 pedone del bianco · f3 re del nero · c2 alfiere del nero · b1 cavallo del nero · g1 re del bianco | c6 alfiere del bianco · d6 donna del bianco · e6 cavallo del nero · h5 pedone del nero · c4 cavallo del bianco · e4 torre del bianco · g4 pedone del bianco · h4 pedone del bianco · f3 re del nero · c2 alfiere del nero · b1 cavallo del nero · g1 re del bianco | c6 alfiere del bianco · d6 donna del bianco · e6 cavallo del nero · h5 pedone del nero · c4 cavallo del bianco · e4 torre del bianco · g4 pedone del bianco · h4 pedone del bianco · f3 re del nero · c2 alfiere del nero · b1 cavallo del nero · g1 re del bianco | c6 alfiere del bianco · d6 donna del bianco · e6 cavallo del nero · h5 pedone del nero · c4 cavallo del bianco · e4 torre del bianco · g4 pedone del bianco · h4 pedone del bianco · f3 re del nero · c2 alfiere del nero · b1 cavallo del nero · g1 re del bianco | c6 alfiere del bianco · d6 donna del bianco · e6 cavallo del nero · h5 pedone del nero · c4 cavallo del bianco · e4 torre del bianco · g4 pedone del bianco · h4 pedone del bianco · f3 re del nero · c2 alfiere del nero · b1 cavallo del nero · g1 re del bianco | c6 alfiere del bianco · d6 donna del bianco · e6 cavallo del nero · h5 pedone del nero · c4 cavallo del bianco · e4 torre del bianco · g4 pedone del bianco · h4 pedone del bianco · f3 re del nero · c2 alfiere del nero · b1 cavallo del nero · g1 re del bianco | c6 alfiere del bianco · d6 donna del bianco · e6 cavallo del nero · h5 pedone del nero · c4 cavallo del bianco · e4 torre del bianco · g4 pedone del bianco · h4 pedone del bianco · f3 re del nero · c2 alfiere del nero · b1 cavallo del nero · g1 re del bianco | c6 alfiere del bianco · d6 donna del bianco · e6 cavallo del nero · h5 pedone del nero · c4 cavallo del bianco · e4 torre del bianco · g4 pedone del bianco · h4 pedone del bianco · f3 re del nero · c2 alfiere del nero · b1 cavallo del nero · g1 re del bianco | 1 |
|   | a | b | c | d | e | f | g | h |   |

|   | a | b | c | d | e | f | g | h |   |
| 8 | c7 cavallo del bianco · f7 cavallo del bianco · b6 cavallo del nero · d6 pedone del nero · e6 donna del bianco · g6 pedone del nero · b5 alfiere del bianco · c5 pedone del bianco · d4 re del nero · f4 alfiere del nero · a3 pedone del bianco · g3 pedone del nero · b2 pedone del bianco · d2 cavallo del nero · f2 pedone del bianco · g2 re del bianco | c7 cavallo del bianco · f7 cavallo del bianco · b6 cavallo del nero · d6 pedone del nero · e6 donna del bianco · g6 pedone del nero · b5 alfiere del bianco · c5 pedone del bianco · d4 re del nero · f4 alfiere del nero · a3 pedone del bianco · g3 pedone del nero · b2 pedone del bianco · d2 cavallo del nero · f2 pedone del bianco · g2 re del bianco | c7 cavallo del bianco · f7 cavallo del bianco · b6 cavallo del nero · d6 pedone del nero · e6 donna del bianco · g6 pedone del nero · b5 alfiere del bianco · c5 pedone del bianco · d4 re del nero · f4 alfiere del nero · a3 pedone del bianco · g3 pedone del nero · b2 pedone del bianco · d2 cavallo del nero · f2 pedone del bianco · g2 re del bianco | c7 cavallo del bianco · f7 cavallo del bianco · b6 cavallo del nero · d6 pedone del nero · e6 donna del bianco · g6 pedone del nero · b5 alfiere del bianco · c5 pedone del bianco · d4 re del nero · f4 alfiere del nero · a3 pedone del bianco · g3 pedone del nero · b2 pedone del bianco · d2 cavallo del nero · f2 pedone del bianco · g2 re del bianco | c7 cavallo del bianco · f7 cavallo del bianco · b6 cavallo del nero · d6 pedone del nero · e6 donna del bianco · g6 pedone del nero · b5 alfiere del bianco · c5 pedone del bianco · d4 re del nero · f4 alfiere del nero · a3 pedone del bianco · g3 pedone del nero · b2 pedone del bianco · d2 cavallo del nero · f2 pedone del bianco · g2 re del bianco | c7 cavallo del bianco · f7 cavallo del bianco · b6 cavallo del nero · d6 pedone del nero · e6 donna del bianco · g6 pedone del nero · b5 alfiere del bianco · c5 pedone del bianco · d4 re del nero · f4 alfiere del nero · a3 pedone del bianco · g3 pedone del nero · b2 pedone del bianco · d2 cavallo del nero · f2 pedone del bianco · g2 re del bianco | c7 cavallo del bianco · f7 cavallo del bianco · b6 cavallo del nero · d6 pedone del nero · e6 donna del bianco · g6 pedone del nero · b5 alfiere del bianco · c5 pedone del bianco · d4 re del nero · f4 alfiere del nero · a3 pedone del bianco · g3 pedone del nero · b2 pedone del bianco · d2 cavallo del nero · f2 pedone del bianco · g2 re del bianco | c7 cavallo del bianco · f7 cavallo del bianco · b6 cavallo del nero · d6 pedone del nero · e6 donna del bianco · g6 pedone del nero · b5 alfiere del bianco · c5 pedone del bianco · d4 re del nero · f4 alfiere del nero · a3 pedone del bianco · g3 pedone del nero · b2 pedone del bianco · d2 cavallo del nero · f2 pedone del bianco · g2 re del bianco | 8 |
| 7 | c7 cavallo del bianco · f7 cavallo del bianco · b6 cavallo del nero · d6 pedone del nero · e6 donna del bianco · g6 pedone del nero · b5 alfiere del bianco · c5 pedone del bianco · d4 re del nero · f4 alfiere del nero · a3 pedone del bianco · g3 pedone del nero · b2 pedone del bianco · d2 cavallo del nero · f2 pedone del bianco · g2 re del bianco | c7 cavallo del bianco · f7 cavallo del bianco · b6 cavallo del nero · d6 pedone del nero · e6 donna del bianco · g6 pedone del nero · b5 alfiere del bianco · c5 pedone del bianco · d4 re del nero · f4 alfiere del nero · a3 pedone del bianco · g3 pedone del nero · b2 pedone del bianco · d2 cavallo del nero · f2 pedone del bianco · g2 re del bianco | c7 cavallo del bianco · f7 cavallo del bianco · b6 cavallo del nero · d6 pedone del nero · e6 donna del bianco · g6 pedone del nero · b5 alfiere del bianco · c5 pedone del bianco · d4 re del nero · f4 alfiere del nero · a3 pedone del bianco · g3 pedone del nero · b2 pedone del bianco · d2 cavallo del nero · f2 pedone del bianco · g2 re del bianco | c7 cavallo del bianco · f7 cavallo del bianco · b6 cavallo del nero · d6 pedone del nero · e6 donna del bianco · g6 pedone del nero · b5 alfiere del bianco · c5 pedone del bianco · d4 re del nero · f4 alfiere del nero · a3 pedone del bianco · g3 pedone del nero · b2 pedone del bianco · d2 cavallo del nero · f2 pedone del bianco · g2 re del bianco | c7 cavallo del bianco · f7 cavallo del bianco · b6 cavallo del nero · d6 pedone del nero · e6 donna del bianco · g6 pedone del nero · b5 alfiere del bianco · c5 pedone del bianco · d4 re del nero · f4 alfiere del nero · a3 pedone del bianco · g3 pedone del nero · b2 pedone del bianco · d2 cavallo del nero · f2 pedone del bianco · g2 re del bianco | c7 cavallo del bianco · f7 cavallo del bianco · b6 cavallo del nero · d6 pedone del nero · e6 donna del bianco · g6 pedone del nero · b5 alfiere del bianco · c5 pedone del bianco · d4 re del nero · f4 alfiere del nero · a3 pedone del bianco · g3 pedone del nero · b2 pedone del bianco · d2 cavallo del nero · f2 pedone del bianco · g2 re del bianco | c7 cavallo del bianco · f7 cavallo del bianco · b6 cavallo del nero · d6 pedone del nero · e6 donna del bianco · g6 pedone del nero · b5 alfiere del bianco · c5 pedone del bianco · d4 re del nero · f4 alfiere del nero · a3 pedone del bianco · g3 pedone del nero · b2 pedone del bianco · d2 cavallo del nero · f2 pedone del bianco · g2 re del bianco | c7 cavallo del bianco · f7 cavallo del bianco · b6 cavallo del nero · d6 pedone del nero · e6 donna del bianco · g6 pedone del nero · b5 alfiere del bianco · c5 pedone del bianco · d4 re del nero · f4 alfiere del nero · a3 pedone del bianco · g3 pedone del nero · b2 pedone del bianco · d2 cavallo del nero · f2 pedone del bianco · g2 re del bianco | 7 |
| 6 | c7 cavallo del bianco · f7 cavallo del bianco · b6 cavallo del nero · d6 pedone del nero · e6 donna del bianco · g6 pedone del nero · b5 alfiere del bianco · c5 pedone del bianco · d4 re del nero · f4 alfiere del nero · a3 pedone del bianco · g3 pedone del nero · b2 pedone del bianco · d2 cavallo del nero · f2 pedone del bianco · g2 re del bianco | c7 cavallo del bianco · f7 cavallo del bianco · b6 cavallo del nero · d6 pedone del nero · e6 donna del bianco · g6 pedone del nero · b5 alfiere del bianco · c5 pedone del bianco · d4 re del nero · f4 alfiere del nero · a3 pedone del bianco · g3 pedone del nero · b2 pedone del bianco · d2 cavallo del nero · f2 pedone del bianco · g2 re del bianco | c7 cavallo del bianco · f7 cavallo del bianco · b6 cavallo del nero · d6 pedone del nero · e6 donna del bianco · g6 pedone del nero · b5 alfiere del bianco · c5 pedone del bianco · d4 re del nero · f4 alfiere del nero · a3 pedone del bianco · g3 pedone del nero · b2 pedone del bianco · d2 cavallo del nero · f2 pedone del bianco · g2 re del bianco | c7 cavallo del bianco · f7 cavallo del bianco · b6 cavallo del nero · d6 pedone del nero · e6 donna del bianco · g6 pedone del nero · b5 alfiere del bianco · c5 pedone del bianco · d4 re del nero · f4 alfiere del nero · a3 pedone del bianco · g3 pedone del nero · b2 pedone del bianco · d2 cavallo del nero · f2 pedone del bianco · g2 re del bianco | c7 cavallo del bianco · f7 cavallo del bianco · b6 cavallo del nero · d6 pedone del nero · e6 donna del bianco · g6 pedone del nero · b5 alfiere del bianco · c5 pedone del bianco · d4 re del nero · f4 alfiere del nero · a3 pedone del bianco · g3 pedone del nero · b2 pedone del bianco · d2 cavallo del nero · f2 pedone del bianco · g2 re del bianco | c7 cavallo del bianco · f7 cavallo del bianco · b6 cavallo del nero · d6 pedone del nero · e6 donna del bianco · g6 pedone del nero · b5 alfiere del bianco · c5 pedone del bianco · d4 re del nero · f4 alfiere del nero · a3 pedone del bianco · g3 pedone del nero · b2 pedone del bianco · d2 cavallo del nero · f2 pedone del bianco · g2 re del bianco | c7 cavallo del bianco · f7 cavallo del bianco · b6 cavallo del nero · d6 pedone del nero · e6 donna del bianco · g6 pedone del nero · b5 alfiere del bianco · c5 pedone del bianco · d4 re del nero · f4 alfiere del nero · a3 pedone del bianco · g3 pedone del nero · b2 pedone del bianco · d2 cavallo del nero · f2 pedone del bianco · g2 re del bianco | c7 cavallo del bianco · f7 cavallo del bianco · b6 cavallo del nero · d6 pedone del nero · e6 donna del bianco · g6 pedone del nero · b5 alfiere del bianco · c5 pedone del bianco · d4 re del nero · f4 alfiere del nero · a3 pedone del bianco · g3 pedone del nero · b2 pedone del bianco · d2 cavallo del nero · f2 pedone del bianco · g2 re del bianco | 6 |
| 5 | c7 cavallo del bianco · f7 cavallo del bianco · b6 cavallo del nero · d6 pedone del nero · e6 donna del bianco · g6 pedone del nero · b5 alfiere del bianco · c5 pedone del bianco · d4 re del nero · f4 alfiere del nero · a3 pedone del bianco · g3 pedone del nero · b2 pedone del bianco · d2 cavallo del nero · f2 pedone del bianco · g2 re del bianco | c7 cavallo del bianco · f7 cavallo del bianco · b6 cavallo del nero · d6 pedone del nero · e6 donna del bianco · g6 pedone del nero · b5 alfiere del bianco · c5 pedone del bianco · d4 re del nero · f4 alfiere del nero · a3 pedone del bianco · g3 pedone del nero · b2 pedone del bianco · d2 cavallo del nero · f2 pedone del bianco · g2 re del bianco | c7 cavallo del bianco · f7 cavallo del bianco · b6 cavallo del nero · d6 pedone del nero · e6 donna del bianco · g6 pedone del nero · b5 alfiere del bianco · c5 pedone del bianco · d4 re del nero · f4 alfiere del nero · a3 pedone del bianco · g3 pedone del nero · b2 pedone del bianco · d2 cavallo del nero · f2 pedone del bianco · g2 re del bianco | c7 cavallo del bianco · f7 cavallo del bianco · b6 cavallo del nero · d6 pedone del nero · e6 donna del bianco · g6 pedone del nero · b5 alfiere del bianco · c5 pedone del bianco · d4 re del nero · f4 alfiere del nero · a3 pedone del bianco · g3 pedone del nero · b2 pedone del bianco · d2 cavallo del nero · f2 pedone del bianco · g2 re del bianco | c7 cavallo del bianco · f7 cavallo del bianco · b6 cavallo del nero · d6 pedone del nero · e6 donna del bianco · g6 pedone del nero · b5 alfiere del bianco · c5 pedone del bianco · d4 re del nero · f4 alfiere del nero · a3 pedone del bianco · g3 pedone del nero · b2 pedone del bianco · d2 cavallo del nero · f2 pedone del bianco · g2 re del bianco | c7 cavallo del bianco · f7 cavallo del bianco · b6 cavallo del nero · d6 pedone del nero · e6 donna del bianco · g6 pedone del nero · b5 alfiere del bianco · c5 pedone del bianco · d4 re del nero · f4 alfiere del nero · a3 pedone del bianco · g3 pedone del nero · b2 pedone del bianco · d2 cavallo del nero · f2 pedone del bianco · g2 re del bianco | c7 cavallo del bianco · f7 cavallo del bianco · b6 cavallo del nero · d6 pedone del nero · e6 donna del bianco · g6 pedone del nero · b5 alfiere del bianco · c5 pedone del bianco · d4 re del nero · f4 alfiere del nero · a3 pedone del bianco · g3 pedone del nero · b2 pedone del bianco · d2 cavallo del nero · f2 pedone del bianco · g2 re del bianco | c7 cavallo del bianco · f7 cavallo del bianco · b6 cavallo del nero · d6 pedone del nero · e6 donna del bianco · g6 pedone del nero · b5 alfiere del bianco · c5 pedone del bianco · d4 re del nero · f4 alfiere del nero · a3 pedone del bianco · g3 pedone del nero · b2 pedone del bianco · d2 cavallo del nero · f2 pedone del bianco · g2 re del bianco | 5 |
| 4 | c7 cavallo del bianco · f7 cavallo del bianco · b6 cavallo del nero · d6 pedone del nero · e6 donna del bianco · g6 pedone del nero · b5 alfiere del bianco · c5 pedone del bianco · d4 re del nero · f4 alfiere del nero · a3 pedone del bianco · g3 pedone del nero · b2 pedone del bianco · d2 cavallo del nero · f2 pedone del bianco · g2 re del bianco | c7 cavallo del bianco · f7 cavallo del bianco · b6 cavallo del nero · d6 pedone del nero · e6 donna del bianco · g6 pedone del nero · b5 alfiere del bianco · c5 pedone del bianco · d4 re del nero · f4 alfiere del nero · a3 pedone del bianco · g3 pedone del nero · b2 pedone del bianco · d2 cavallo del nero · f2 pedone del bianco · g2 re del bianco | c7 cavallo del bianco · f7 cavallo del bianco · b6 cavallo del nero · d6 pedone del nero · e6 donna del bianco · g6 pedone del nero · b5 alfiere del bianco · c5 pedone del bianco · d4 re del nero · f4 alfiere del nero · a3 pedone del bianco · g3 pedone del nero · b2 pedone del bianco · d2 cavallo del nero · f2 pedone del bianco · g2 re del bianco | c7 cavallo del bianco · f7 cavallo del bianco · b6 cavallo del nero · d6 pedone del nero · e6 donna del bianco · g6 pedone del nero · b5 alfiere del bianco · c5 pedone del bianco · d4 re del nero · f4 alfiere del nero · a3 pedone del bianco · g3 pedone del nero · b2 pedone del bianco · d2 cavallo del nero · f2 pedone del bianco · g2 re del bianco | c7 cavallo del bianco · f7 cavallo del bianco · b6 cavallo del nero · d6 pedone del nero · e6 donna del bianco · g6 pedone del nero · b5 alfiere del bianco · c5 pedone del bianco · d4 re del nero · f4 alfiere del nero · a3 pedone del bianco · g3 pedone del nero · b2 pedone del bianco · d2 cavallo del nero · f2 pedone del bianco · g2 re del bianco | c7 cavallo del bianco · f7 cavallo del bianco · b6 cavallo del nero · d6 pedone del nero · e6 donna del bianco · g6 pedone del nero · b5 alfiere del bianco · c5 pedone del bianco · d4 re del nero · f4 alfiere del nero · a3 pedone del bianco · g3 pedone del nero · b2 pedone del bianco · d2 cavallo del nero · f2 pedone del bianco · g2 re del bianco | c7 cavallo del bianco · f7 cavallo del bianco · b6 cavallo del nero · d6 pedone del nero · e6 donna del bianco · g6 pedone del nero · b5 alfiere del bianco · c5 pedone del bianco · d4 re del nero · f4 alfiere del nero · a3 pedone del bianco · g3 pedone del nero · b2 pedone del bianco · d2 cavallo del nero · f2 pedone del bianco · g2 re del bianco | c7 cavallo del bianco · f7 cavallo del bianco · b6 cavallo del nero · d6 pedone del nero · e6 donna del bianco · g6 pedone del nero · b5 alfiere del bianco · c5 pedone del bianco · d4 re del nero · f4 alfiere del nero · a3 pedone del bianco · g3 pedone del nero · b2 pedone del bianco · d2 cavallo del nero · f2 pedone del bianco · g2 re del bianco | 4 |
| 3 | c7 cavallo del bianco · f7 cavallo del bianco · b6 cavallo del nero · d6 pedone del nero · e6 donna del bianco · g6 pedone del nero · b5 alfiere del bianco · c5 pedone del bianco · d4 re del nero · f4 alfiere del nero · a3 pedone del bianco · g3 pedone del nero · b2 pedone del bianco · d2 cavallo del nero · f2 pedone del bianco · g2 re del bianco | c7 cavallo del bianco · f7 cavallo del bianco · b6 cavallo del nero · d6 pedone del nero · e6 donna del bianco · g6 pedone del nero · b5 alfiere del bianco · c5 pedone del bianco · d4 re del nero · f4 alfiere del nero · a3 pedone del bianco · g3 pedone del nero · b2 pedone del bianco · d2 cavallo del nero · f2 pedone del bianco · g2 re del bianco | c7 cavallo del bianco · f7 cavallo del bianco · b6 cavallo del nero · d6 pedone del nero · e6 donna del bianco · g6 pedone del nero · b5 alfiere del bianco · c5 pedone del bianco · d4 re del nero · f4 alfiere del nero · a3 pedone del bianco · g3 pedone del nero · b2 pedone del bianco · d2 cavallo del nero · f2 pedone del bianco · g2 re del bianco | c7 cavallo del bianco · f7 cavallo del bianco · b6 cavallo del nero · d6 pedone del nero · e6 donna del bianco · g6 pedone del nero · b5 alfiere del bianco · c5 pedone del bianco · d4 re del nero · f4 alfiere del nero · a3 pedone del bianco · g3 pedone del nero · b2 pedone del bianco · d2 cavallo del nero · f2 pedone del bianco · g2 re del bianco | c7 cavallo del bianco · f7 cavallo del bianco · b6 cavallo del nero · d6 pedone del nero · e6 donna del bianco · g6 pedone del nero · b5 alfiere del bianco · c5 pedone del bianco · d4 re del nero · f4 alfiere del nero · a3 pedone del bianco · g3 pedone del nero · b2 pedone del bianco · d2 cavallo del nero · f2 pedone del bianco · g2 re del bianco | c7 cavallo del bianco · f7 cavallo del bianco · b6 cavallo del nero · d6 pedone del nero · e6 donna del bianco · g6 pedone del nero · b5 alfiere del bianco · c5 pedone del bianco · d4 re del nero · f4 alfiere del nero · a3 pedone del bianco · g3 pedone del nero · b2 pedone del bianco · d2 cavallo del nero · f2 pedone del bianco · g2 re del bianco | c7 cavallo del bianco · f7 cavallo del bianco · b6 cavallo del nero · d6 pedone del nero · e6 donna del bianco · g6 pedone del nero · b5 alfiere del bianco · c5 pedone del bianco · d4 re del nero · f4 alfiere del nero · a3 pedone del bianco · g3 pedone del nero · b2 pedone del bianco · d2 cavallo del nero · f2 pedone del bianco · g2 re del bianco | c7 cavallo del bianco · f7 cavallo del bianco · b6 cavallo del nero · d6 pedone del nero · e6 donna del bianco · g6 pedone del nero · b5 alfiere del bianco · c5 pedone del bianco · d4 re del nero · f4 alfiere del nero · a3 pedone del bianco · g3 pedone del nero · b2 pedone del bianco · d2 cavallo del nero · f2 pedone del bianco · g2 re del bianco | 3 |
| 2 | c7 cavallo del bianco · f7 cavallo del bianco · b6 cavallo del nero · d6 pedone del nero · e6 donna del bianco · g6 pedone del nero · b5 alfiere del bianco · c5 pedone del bianco · d4 re del nero · f4 alfiere del nero · a3 pedone del bianco · g3 pedone del nero · b2 pedone del bianco · d2 cavallo del nero · f2 pedone del bianco · g2 re del bianco | c7 cavallo del bianco · f7 cavallo del bianco · b6 cavallo del nero · d6 pedone del nero · e6 donna del bianco · g6 pedone del nero · b5 alfiere del bianco · c5 pedone del bianco · d4 re del nero · f4 alfiere del nero · a3 pedone del bianco · g3 pedone del nero · b2 pedone del bianco · d2 cavallo del nero · f2 pedone del bianco · g2 re del bianco | c7 cavallo del bianco · f7 cavallo del bianco · b6 cavallo del nero · d6 pedone del nero · e6 donna del bianco · g6 pedone del nero · b5 alfiere del bianco · c5 pedone del bianco · d4 re del nero · f4 alfiere del nero · a3 pedone del bianco · g3 pedone del nero · b2 pedone del bianco · d2 cavallo del nero · f2 pedone del bianco · g2 re del bianco | c7 cavallo del bianco · f7 cavallo del bianco · b6 cavallo del nero · d6 pedone del nero · e6 donna del bianco · g6 pedone del nero · b5 alfiere del bianco · c5 pedone del bianco · d4 re del nero · f4 alfiere del nero · a3 pedone del bianco · g3 pedone del nero · b2 pedone del bianco · d2 cavallo del nero · f2 pedone del bianco · g2 re del bianco | c7 cavallo del bianco · f7 cavallo del bianco · b6 cavallo del nero · d6 pedone del nero · e6 donna del bianco · g6 pedone del nero · b5 alfiere del bianco · c5 pedone del bianco · d4 re del nero · f4 alfiere del nero · a3 pedone del bianco · g3 pedone del nero · b2 pedone del bianco · d2 cavallo del nero · f2 pedone del bianco · g2 re del bianco | c7 cavallo del bianco · f7 cavallo del bianco · b6 cavallo del nero · d6 pedone del nero · e6 donna del bianco · g6 pedone del nero · b5 alfiere del bianco · c5 pedone del bianco · d4 re del nero · f4 alfiere del nero · a3 pedone del bianco · g3 pedone del nero · b2 pedone del bianco · d2 cavallo del nero · f2 pedone del bianco · g2 re del bianco | c7 cavallo del bianco · f7 cavallo del bianco · b6 cavallo del nero · d6 pedone del nero · e6 donna del bianco · g6 pedone del nero · b5 alfiere del bianco · c5 pedone del bianco · d4 re del nero · f4 alfiere del nero · a3 pedone del bianco · g3 pedone del nero · b2 pedone del bianco · d2 cavallo del nero · f2 pedone del bianco · g2 re del bianco | c7 cavallo del bianco · f7 cavallo del bianco · b6 cavallo del nero · d6 pedone del nero · e6 donna del bianco · g6 pedone del nero · b5 alfiere del bianco · c5 pedone del bianco · d4 re del nero · f4 alfiere del nero · a3 pedone del bianco · g3 pedone del nero · b2 pedone del bianco · d2 cavallo del nero · f2 pedone del bianco · g2 re del bianco | 2 |
| 1 | c7 cavallo del bianco · f7 cavallo del bianco · b6 cavallo del nero · d6 pedone del nero · e6 donna del bianco · g6 pedone del nero · b5 alfiere del bianco · c5 pedone del bianco · d4 re del nero · f4 alfiere del nero · a3 pedone del bianco · g3 pedone del nero · b2 pedone del bianco · d2 cavallo del nero · f2 pedone del bianco · g2 re del bianco | c7 cavallo del bianco · f7 cavallo del bianco · b6 cavallo del nero · d6 pedone del nero · e6 donna del bianco · g6 pedone del nero · b5 alfiere del bianco · c5 pedone del bianco · d4 re del nero · f4 alfiere del nero · a3 pedone del bianco · g3 pedone del nero · b2 pedone del bianco · d2 cavallo del nero · f2 pedone del bianco · g2 re del bianco | c7 cavallo del bianco · f7 cavallo del bianco · b6 cavallo del nero · d6 pedone del nero · e6 donna del bianco · g6 pedone del nero · b5 alfiere del bianco · c5 pedone del bianco · d4 re del nero · f4 alfiere del nero · a3 pedone del bianco · g3 pedone del nero · b2 pedone del bianco · d2 cavallo del nero · f2 pedone del bianco · g2 re del bianco | c7 cavallo del bianco · f7 cavallo del bianco · b6 cavallo del nero · d6 pedone del nero · e6 donna del bianco · g6 pedone del nero · b5 alfiere del bianco · c5 pedone del bianco · d4 re del nero · f4 alfiere del nero · a3 pedone del bianco · g3 pedone del nero · b2 pedone del bianco · d2 cavallo del nero · f2 pedone del bianco · g2 re del bianco | c7 cavallo del bianco · f7 cavallo del bianco · b6 cavallo del nero · d6 pedone del nero · e6 donna del bianco · g6 pedone del nero · b5 alfiere del bianco · c5 pedone del bianco · d4 re del nero · f4 alfiere del nero · a3 pedone del bianco · g3 pedone del nero · b2 pedone del bianco · d2 cavallo del nero · f2 pedone del bianco · g2 re del bianco | c7 cavallo del bianco · f7 cavallo del bianco · b6 cavallo del nero · d6 pedone del nero · e6 donna del bianco · g6 pedone del nero · b5 alfiere del bianco · c5 pedone del bianco · d4 re del nero · f4 alfiere del nero · a3 pedone del bianco · g3 pedone del nero · b2 pedone del bianco · d2 cavallo del nero · f2 pedone del bianco · g2 re del bianco | c7 cavallo del bianco · f7 cavallo del bianco · b6 cavallo del nero · d6 pedone del nero · e6 donna del bianco · g6 pedone del nero · b5 alfiere del bianco · c5 pedone del bianco · d4 re del nero · f4 alfiere del nero · a3 pedone del bianco · g3 pedone del nero · b2 pedone del bianco · d2 cavallo del nero · f2 pedone del bianco · g2 re del bianco | c7 cavallo del bianco · f7 cavallo del bianco · b6 cavallo del nero · d6 pedone del nero · e6 donna del bianco · g6 pedone del nero · b5 alfiere del bianco · c5 pedone del bianco · d4 re del nero · f4 alfiere del nero · a3 pedone del bianco · g3 pedone del nero · b2 pedone del bianco · d2 cavallo del nero · f2 pedone del bianco · g2 re del bianco | 1 |
|   | a | b | c | d | e | f | g | h |   |

Soluzione:
1. Cg5 !!

1. ...Axg5 2. Dxd6+ Cd5 3. Dxd5#

1. ...Rxc5 2. De3+! Axe3 3. Cge6#

1. ...Ae5  2. Dd5+! Cxd5 3. Cce6#

1. ...dxc5 2. De4+! Cxe4  3. Cf3#

1. ...d5  2. Df6+ Rxc5 3. b4#

1. ...gxf2 2. Df6+ Ae5  3. Dxf2#

|   | a | b | c | d | e | f | g | h |   |
| 8 | g6 pedone del nero · h6 pedone del nero · g5 pedone del nero · h5 re del nero · h4 pedone del bianco · g3 re del bianco · h2 pedone del bianco | g6 pedone del nero · h6 pedone del nero · g5 pedone del nero · h5 re del nero · h4 pedone del bianco · g3 re del bianco · h2 pedone del bianco | g6 pedone del nero · h6 pedone del nero · g5 pedone del nero · h5 re del nero · h4 pedone del bianco · g3 re del bianco · h2 pedone del bianco | g6 pedone del nero · h6 pedone del nero · g5 pedone del nero · h5 re del nero · h4 pedone del bianco · g3 re del bianco · h2 pedone del bianco | g6 pedone del nero · h6 pedone del nero · g5 pedone del nero · h5 re del nero · h4 pedone del bianco · g3 re del bianco · h2 pedone del bianco | g6 pedone del nero · h6 pedone del nero · g5 pedone del nero · h5 re del nero · h4 pedone del bianco · g3 re del bianco · h2 pedone del bianco | g6 pedone del nero · h6 pedone del nero · g5 pedone del nero · h5 re del nero · h4 pedone del bianco · g3 re del bianco · h2 pedone del bianco | g6 pedone del nero · h6 pedone del nero · g5 pedone del nero · h5 re del nero · h4 pedone del bianco · g3 re del bianco · h2 pedone del bianco | 8 |
| 7 | g6 pedone del nero · h6 pedone del nero · g5 pedone del nero · h5 re del nero · h4 pedone del bianco · g3 re del bianco · h2 pedone del bianco | g6 pedone del nero · h6 pedone del nero · g5 pedone del nero · h5 re del nero · h4 pedone del bianco · g3 re del bianco · h2 pedone del bianco | g6 pedone del nero · h6 pedone del nero · g5 pedone del nero · h5 re del nero · h4 pedone del bianco · g3 re del bianco · h2 pedone del bianco | g6 pedone del nero · h6 pedone del nero · g5 pedone del nero · h5 re del nero · h4 pedone del bianco · g3 re del bianco · h2 pedone del bianco | g6 pedone del nero · h6 pedone del nero · g5 pedone del nero · h5 re del nero · h4 pedone del bianco · g3 re del bianco · h2 pedone del bianco | g6 pedone del nero · h6 pedone del nero · g5 pedone del nero · h5 re del nero · h4 pedone del bianco · g3 re del bianco · h2 pedone del bianco | g6 pedone del nero · h6 pedone del nero · g5 pedone del nero · h5 re del nero · h4 pedone del bianco · g3 re del bianco · h2 pedone del bianco | g6 pedone del nero · h6 pedone del nero · g5 pedone del nero · h5 re del nero · h4 pedone del bianco · g3 re del bianco · h2 pedone del bianco | 7 |
| 6 | g6 pedone del nero · h6 pedone del nero · g5 pedone del nero · h5 re del nero · h4 pedone del bianco · g3 re del bianco · h2 pedone del bianco | g6 pedone del nero · h6 pedone del nero · g5 pedone del nero · h5 re del nero · h4 pedone del bianco · g3 re del bianco · h2 pedone del bianco | g6 pedone del nero · h6 pedone del nero · g5 pedone del nero · h5 re del nero · h4 pedone del bianco · g3 re del bianco · h2 pedone del bianco | g6 pedone del nero · h6 pedone del nero · g5 pedone del nero · h5 re del nero · h4 pedone del bianco · g3 re del bianco · h2 pedone del bianco | g6 pedone del nero · h6 pedone del nero · g5 pedone del nero · h5 re del nero · h4 pedone del bianco · g3 re del bianco · h2 pedone del bianco | g6 pedone del nero · h6 pedone del nero · g5 pedone del nero · h5 re del nero · h4 pedone del bianco · g3 re del bianco · h2 pedone del bianco | g6 pedone del nero · h6 pedone del nero · g5 pedone del nero · h5 re del nero · h4 pedone del bianco · g3 re del bianco · h2 pedone del bianco | g6 pedone del nero · h6 pedone del nero · g5 pedone del nero · h5 re del nero · h4 pedone del bianco · g3 re del bianco · h2 pedone del bianco | 6 |
| 5 | g6 pedone del nero · h6 pedone del nero · g5 pedone del nero · h5 re del nero · h4 pedone del bianco · g3 re del bianco · h2 pedone del bianco | g6 pedone del nero · h6 pedone del nero · g5 pedone del nero · h5 re del nero · h4 pedone del bianco · g3 re del bianco · h2 pedone del bianco | g6 pedone del nero · h6 pedone del nero · g5 pedone del nero · h5 re del nero · h4 pedone del bianco · g3 re del bianco · h2 pedone del bianco | g6 pedone del nero · h6 pedone del nero · g5 pedone del nero · h5 re del nero · h4 pedone del bianco · g3 re del bianco · h2 pedone del bianco | g6 pedone del nero · h6 pedone del nero · g5 pedone del nero · h5 re del nero · h4 pedone del bianco · g3 re del bianco · h2 pedone del bianco | g6 pedone del nero · h6 pedone del nero · g5 pedone del nero · h5 re del nero · h4 pedone del bianco · g3 re del bianco · h2 pedone del bianco | g6 pedone del nero · h6 pedone del nero · g5 pedone del nero · h5 re del nero · h4 pedone del bianco · g3 re del bianco · h2 pedone del bianco | g6 pedone del nero · h6 pedone del nero · g5 pedone del nero · h5 re del nero · h4 pedone del bianco · g3 re del bianco · h2 pedone del bianco | 5 |
| 4 | g6 pedone del nero · h6 pedone del nero · g5 pedone del nero · h5 re del nero · h4 pedone del bianco · g3 re del bianco · h2 pedone del bianco | g6 pedone del nero · h6 pedone del nero · g5 pedone del nero · h5 re del nero · h4 pedone del bianco · g3 re del bianco · h2 pedone del bianco | g6 pedone del nero · h6 pedone del nero · g5 pedone del nero · h5 re del nero · h4 pedone del bianco · g3 re del bianco · h2 pedone del bianco | g6 pedone del nero · h6 pedone del nero · g5 pedone del nero · h5 re del nero · h4 pedone del bianco · g3 re del bianco · h2 pedone del bianco | g6 pedone del nero · h6 pedone del nero · g5 pedone del nero · h5 re del nero · h4 pedone del bianco · g3 re del bianco · h2 pedone del bianco | g6 pedone del nero · h6 pedone del nero · g5 pedone del nero · h5 re del nero · h4 pedone del bianco · g3 re del bianco · h2 pedone del bianco | g6 pedone del nero · h6 pedone del nero · g5 pedone del nero · h5 re del nero · h4 pedone del bianco · g3 re del bianco · h2 pedone del bianco | g6 pedone del nero · h6 pedone del nero · g5 pedone del nero · h5 re del nero · h4 pedone del bianco · g3 re del bianco · h2 pedone del bianco | 4 |
| 3 | g6 pedone del nero · h6 pedone del nero · g5 pedone del nero · h5 re del nero · h4 pedone del bianco · g3 re del bianco · h2 pedone del bianco | g6 pedone del nero · h6 pedone del nero · g5 pedone del nero · h5 re del nero · h4 pedone del bianco · g3 re del bianco · h2 pedone del bianco | g6 pedone del nero · h6 pedone del nero · g5 pedone del nero · h5 re del nero · h4 pedone del bianco · g3 re del bianco · h2 pedone del bianco | g6 pedone del nero · h6 pedone del nero · g5 pedone del nero · h5 re del nero · h4 pedone del bianco · g3 re del bianco · h2 pedone del bianco | g6 pedone del nero · h6 pedone del nero · g5 pedone del nero · h5 re del nero · h4 pedone del bianco · g3 re del bianco · h2 pedone del bianco | g6 pedone del nero · h6 pedone del nero · g5 pedone del nero · h5 re del nero · h4 pedone del bianco · g3 re del bianco · h2 pedone del bianco | g6 pedone del nero · h6 pedone del nero · g5 pedone del nero · h5 re del nero · h4 pedone del bianco · g3 re del bianco · h2 pedone del bianco | g6 pedone del nero · h6 pedone del nero · g5 pedone del nero · h5 re del nero · h4 pedone del bianco · g3 re del bianco · h2 pedone del bianco | 3 |
| 2 | g6 pedone del nero · h6 pedone del nero · g5 pedone del nero · h5 re del nero · h4 pedone del bianco · g3 re del bianco · h2 pedone del bianco | g6 pedone del nero · h6 pedone del nero · g5 pedone del nero · h5 re del nero · h4 pedone del bianco · g3 re del bianco · h2 pedone del bianco | g6 pedone del nero · h6 pedone del nero · g5 pedone del nero · h5 re del nero · h4 pedone del bianco · g3 re del bianco · h2 pedone del bianco | g6 pedone del nero · h6 pedone del nero · g5 pedone del nero · h5 re del nero · h4 pedone del bianco · g3 re del bianco · h2 pedone del bianco | g6 pedone del nero · h6 pedone del nero · g5 pedone del nero · h5 re del nero · h4 pedone del bianco · g3 re del bianco · h2 pedone del bianco | g6 pedone del nero · h6 pedone del nero · g5 pedone del nero · h5 re del nero · h4 pedone del bianco · g3 re del bianco · h2 pedone del bianco | g6 pedone del nero · h6 pedone del nero · g5 pedone del nero · h5 re del nero · h4 pedone del bianco · g3 re del bianco · h2 pedone del bianco | g6 pedone del nero · h6 pedone del nero · g5 pedone del nero · h5 re del nero · h4 pedone del bianco · g3 re del bianco · h2 pedone del bianco | 2 |
| 1 | g6 pedone del nero · h6 pedone del nero · g5 pedone del nero · h5 re del nero · h4 pedone del bianco · g3 re del bianco · h2 pedone del bianco | g6 pedone del nero · h6 pedone del nero · g5 pedone del nero · h5 re del nero · h4 pedone del bianco · g3 re del bianco · h2 pedone del bianco | g6 pedone del nero · h6 pedone del nero · g5 pedone del nero · h5 re del nero · h4 pedone del bianco · g3 re del bianco · h2 pedone del bianco | g6 pedone del nero · h6 pedone del nero · g5 pedone del nero · h5 re del nero · h4 pedone del bianco · g3 re del bianco · h2 pedone del bianco | g6 pedone del nero · h6 pedone del nero · g5 pedone del nero · h5 re del nero · h4 pedone del bianco · g3 re del bianco · h2 pedone del bianco | g6 pedone del nero · h6 pedone del nero · g5 pedone del nero · h5 re del nero · h4 pedone del bianco · g3 re del bianco · h2 pedone del bianco | g6 pedone del nero · h6 pedone del nero · g5 pedone del nero · h5 re del nero · h4 pedone del bianco · g3 re del bianco · h2 pedone del bianco | g6 pedone del nero · h6 pedone del nero · g5 pedone del nero · h5 re del nero · h4 pedone del bianco · g3 re del bianco · h2 pedone del bianco | 1 |
|   | a | b | c | d | e | f | g | h |   |

Soluzione:
1. h2-h3!!  zugzwang

1...g5-g4 2. h3xg4#

1...g5xh4+ 2. Rg3-f4  zugzwang 
2...g6-g5+ 3. Rf4-f5  zugzwang
3...g5-g4 4. h3xg4#